# Guido Náyar Parada
Guido Náyar Parada (* 1962 in Santa Cruz de la Sierra) ist ein ehemaliger bolivianischer Politiker.

## Leben
Nayar schloss an der Universidad Autónoma Gabriel René Moreno ein Studium der Rechtswissenschaft ab und übte den Beruf des Rechtsanwalts aus.
An der Universität war er in einer Studentenorganisation tätig.
Von 1989 bis 1990 wurde er als Professor beschäftigt, war Vorsitzender des Federación de Empresarios Privados de Santa Cruz (FEPSC), sowie der Brasilianisch-Bolivianischen Handelskammer. Pflegte pflegte enge Beziehungen zu Acción Democrática Nacionalista (ADN) und zur Privatwirtschaft.
Von 1992 bis 1993 leitete er die Unternehmen der Corporación de Desarrollo Santa Cruz, (CORDECRUZ).
1993 wurde er Nachrückabgeordneter für einen Wahlkreis im Departamento Santa Cruz.
1997 von der Acción Democrática Nacionalista (ADN) für den Senat nominiert, welcher aber nach dieser Wahl keine Senatoren aus Santa Cruz entsenden konnte.
Von 1997 bis 1999 war er Innenminister im Kabinett von Hugo Banzer Suárez.
1999 kandidierte er für das Bürgermeisteramt in Santa Cruz de la Sierra und erhielt 10,6 % der gültigen Stimmen.
| Vorgänger                           | Amt                                      | Nachfolger      |
| ----------------------------------- | ---------------------------------------- | --------------- |
| Juan Franklin Anaya Vázquez (Panka) | Innenminister von Bolivien 1997 bis 1999 | Walter Guiteras |